# 185-й важкий бомбардувальний авіаційний полк (Україна)
185-й гвардійський важкий бомбардувальний авіаційний полк (185 ВБАП, в/ч А2524, пп 21274) — військове формування Повітряних сил України, що існувало в 1992—2007 роках. Полк мав на озброєнні надзвукові стратегічні реактивні бомбардувальники Ту-22М3.

## Історія

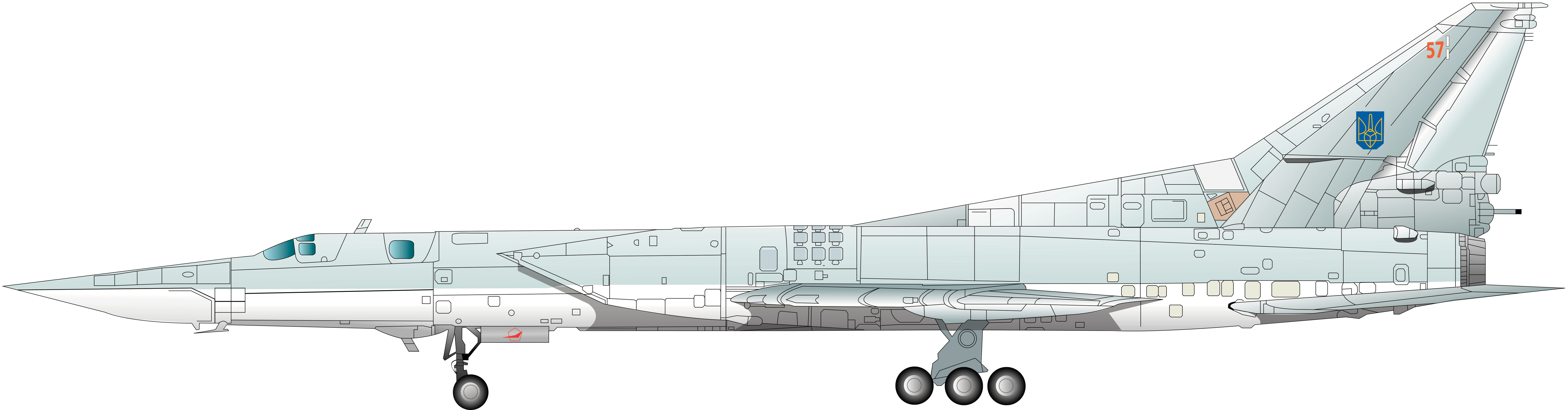
Ту-22М3 зі складу 185 ВПАБ. Зберігається в Державному музею авіації в Києві

У 1991 році на озброєнні 185-го гвардійського важкого бомбардувального авіаполку ВПС СРСР перебувало 6 Ту-16П, 18 Ту-22М3 та декілька Ту-134УБЛ. Після розпаду СРСР у 1992 році полк увійшов до складу Збройних сил України. 8 травня 1992 року особовий склад прийняв присягу на вірність народу України і був прийнятий до лав ЗС України.
2 серпня 1996 року два екіпажі брали участь в показових льотно-тактичних навчаннях «Серпень-96», 7 бап 32 бад на полігоні «Київський — Олександрівський», діючи під прикриттям Су-27. Вперше було скинуто з кожного літака по 69хОФАБ-250-270. У цих навчаннях брав участь екіпаж гвардії полковника Верескула В. В., штурман корабля гвардії підполковник Бочаров В. М., екіпаж гвардії підполковника Меншикова М.В, штурман корабля гвардії майор Захаров О. Г.
24 серпня 1997 три Ту-22М3 зі складу 184 ВБАП і екіпажами 185 ВБАП брали участь у авіаційному параді на честь Дня Незалежності під Києвом на аеродромі Чайка.
27 липня 1998 року екіпаж бомбардувальника гвардії підполковника Миколи Меншикова брав участь в авіа шоу біля містечка Ферфорд, RIAT-98, на колишній авіабазі стратегічної авіації США у Великій Британії, присвяченому 80-й роковині створення Королівських ВПС. До важкого бомбардувальника Ту-22М3 була прикута увага шоу: його встановили на чільному місці, напроти трибуни почесних гостей. Льотчики і технічний склад отримали нагороди за високий клас у посадці і наземний показ ТУ-22МЗ. В його кабіні побували принц Філіп, чоловік королеви Великої Британії Єлизавети II, і наслідний принц Йорданії Фейсал.
Ту-22М3 зі складу полку брав участь у параді на честь дня Незалежності у 1999 році.
З 1 по 4 вересня 2000 року в чеському місті Градш-Кралаві проходив авіаційний салон CIAF-2000. У номінації «Наземний показ» перше місце зайняв Ту-22М3 з бортовим номером 96. Екіпажу під командуванням гвардії підполковника Меншикова було вручено приз за найелегантніший показ авіаційної техніки.
У 2000 році Ту-22М3 з бортовим номером 80 брав участь у авіа шоу RIAT-2000, яке проходило на Королівській військово-повітряній базі Коттсмор у Рутленді, Англія.
Надалі Ту-22М3 185 ВБАП епізодично залучались до участі у деяких інших навчаннях. Зокрема, 27 серпня 2000 року один літак цього типу узяв участь у третьому етапі навчань ППО СНД «Бойова співдружність — 2000», що проходили на полігоні Ашулук під Астраханню (Російська Федерація). У ході цих навчань Ту-22М3,[джерело?] імітуючи використання крилатих ракет, запустив повітряну мішень, яку перехопили два українські винищувачі Су-27.
За день до аварії підводного човна «Курськ»[джерело?] два екіпажі 185 вбап під управлінням підполковників Василя Ткаченко та Віктора Савченко[джерело?] з Полтави подолали понад 4000 км і вразили навчальні цілі в Баренцевому морі.
Ту-22М3 зі складу полку брав участь у параді на честь дня Незалежності у 2001 році.
Ту-22М3 з бортовим номером 96 синій взяв участь в авіашоу SIAD 2002, Словаччина.
У 2003 році під час конфлікту на острові Тузла, Ту-22М3 здійснювали польоти.
У 2002—2006 роках було ліквідовані Ту-22М (43 Ту-22М3), що перебували на озброєнні Повітряних сил ЗСУ і авіації ВМС України, а також перебували на базах зберігання і авіаремонтних заводах. Для музейної експозиції було залишено 2 Ту-22М, з яких один Ту-22М3 перебуває в Полтавському музеї дальньої та стратегічної авіації, і один Ту-22М3 зі складу 185 ВБАП — в Державному музеї авіації України.

## Командування
- (1992—1995) Кукуленко Василь Васильович
- (1995—2004) Верескул Валерій Валентинович

## Галерея

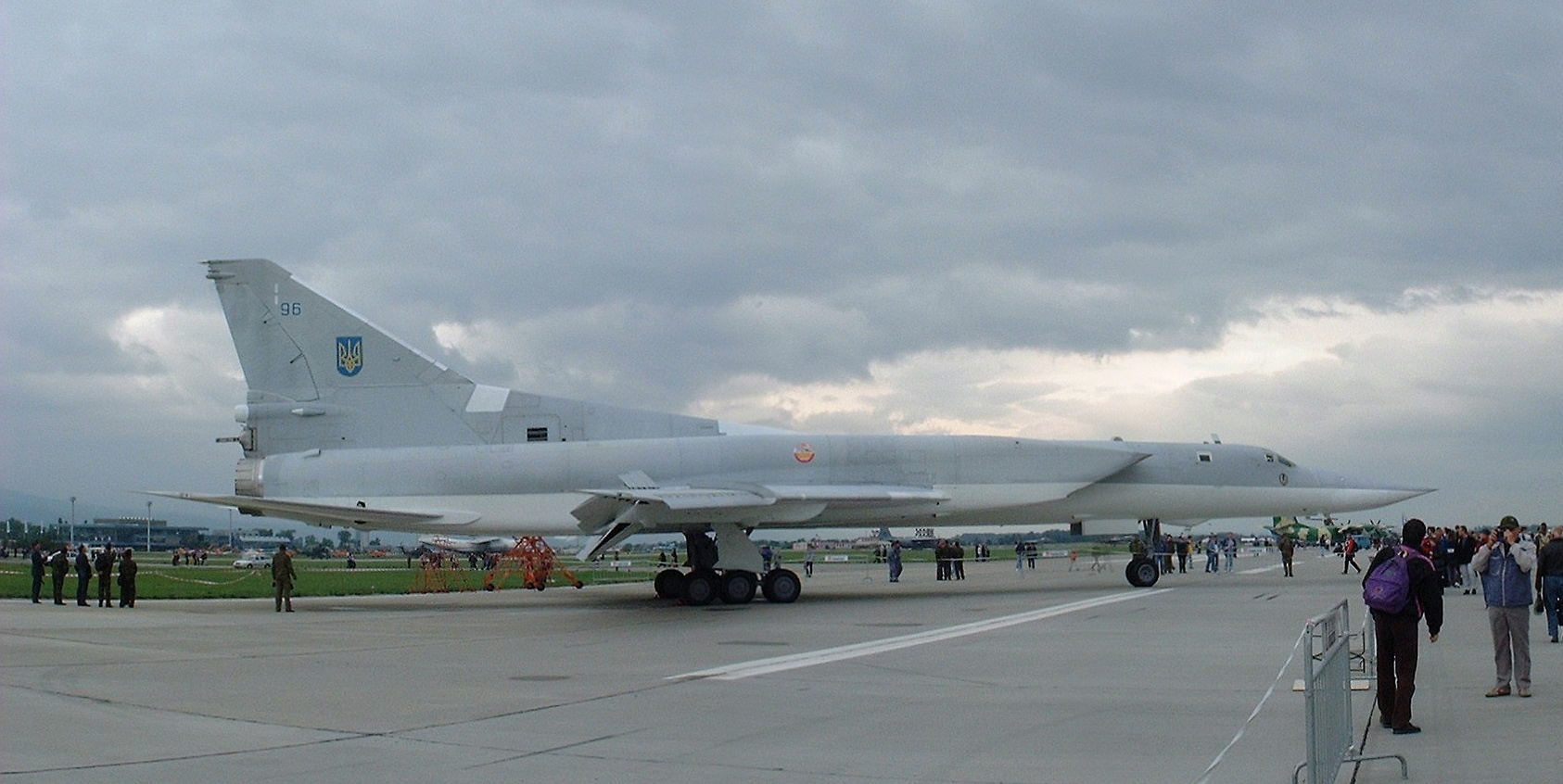
Ту-22М3 (б/н 96) на авіашоу SIAD 2002, Словаччина.
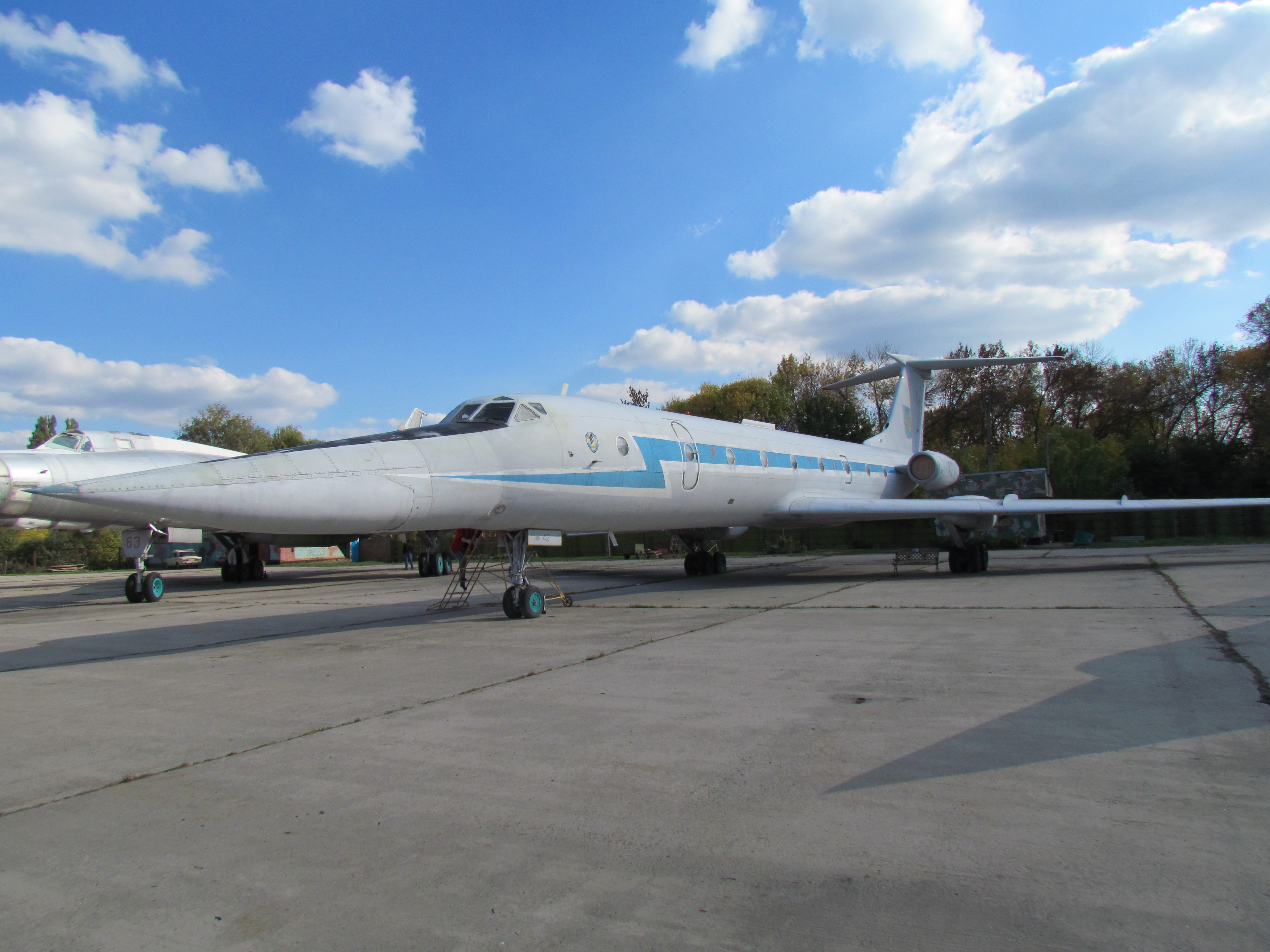
Ту-134УБЛ 185 ВБАП у музеї важкої бомбардувальної авіації в Полтаві
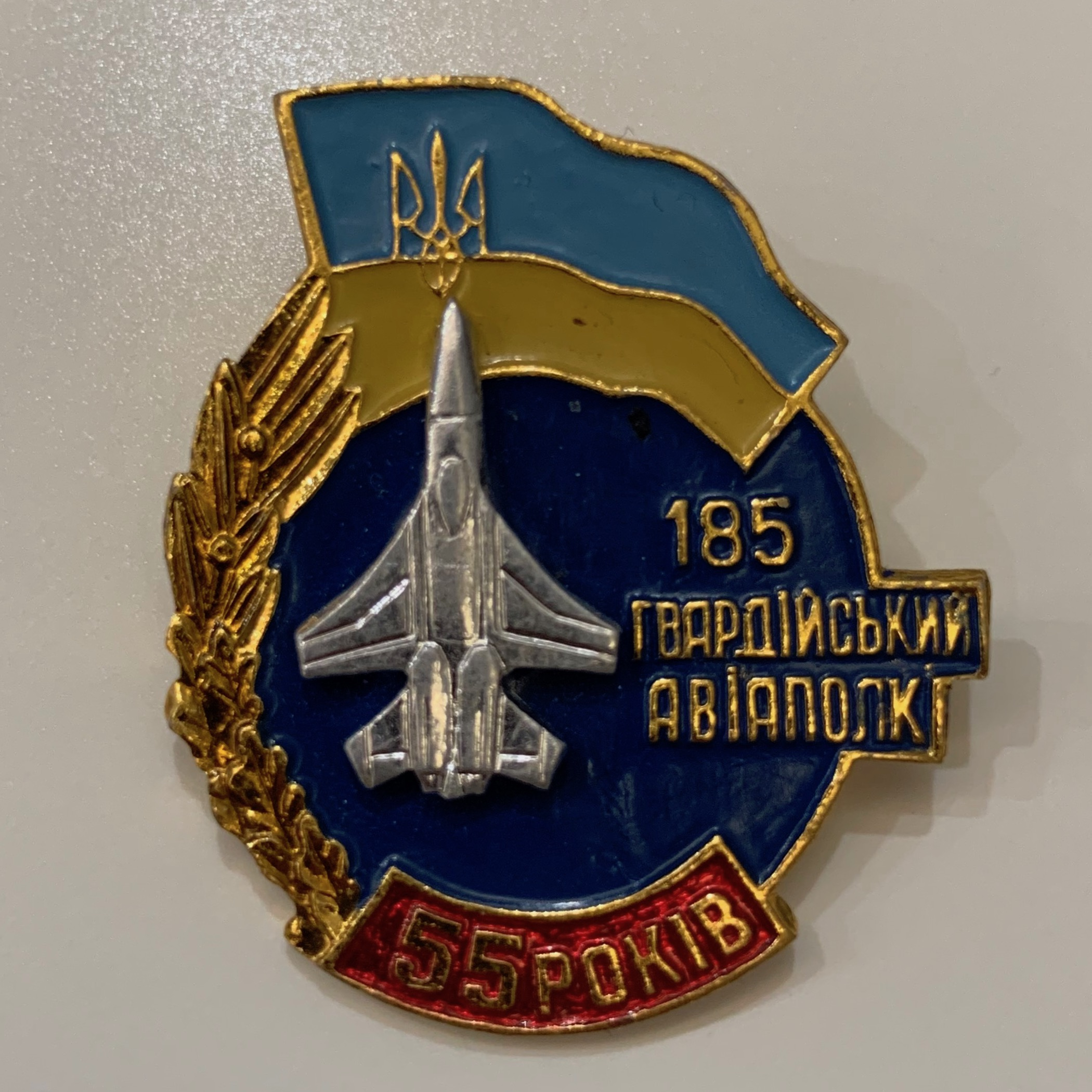
Медаль 55 років 185 ВБАП
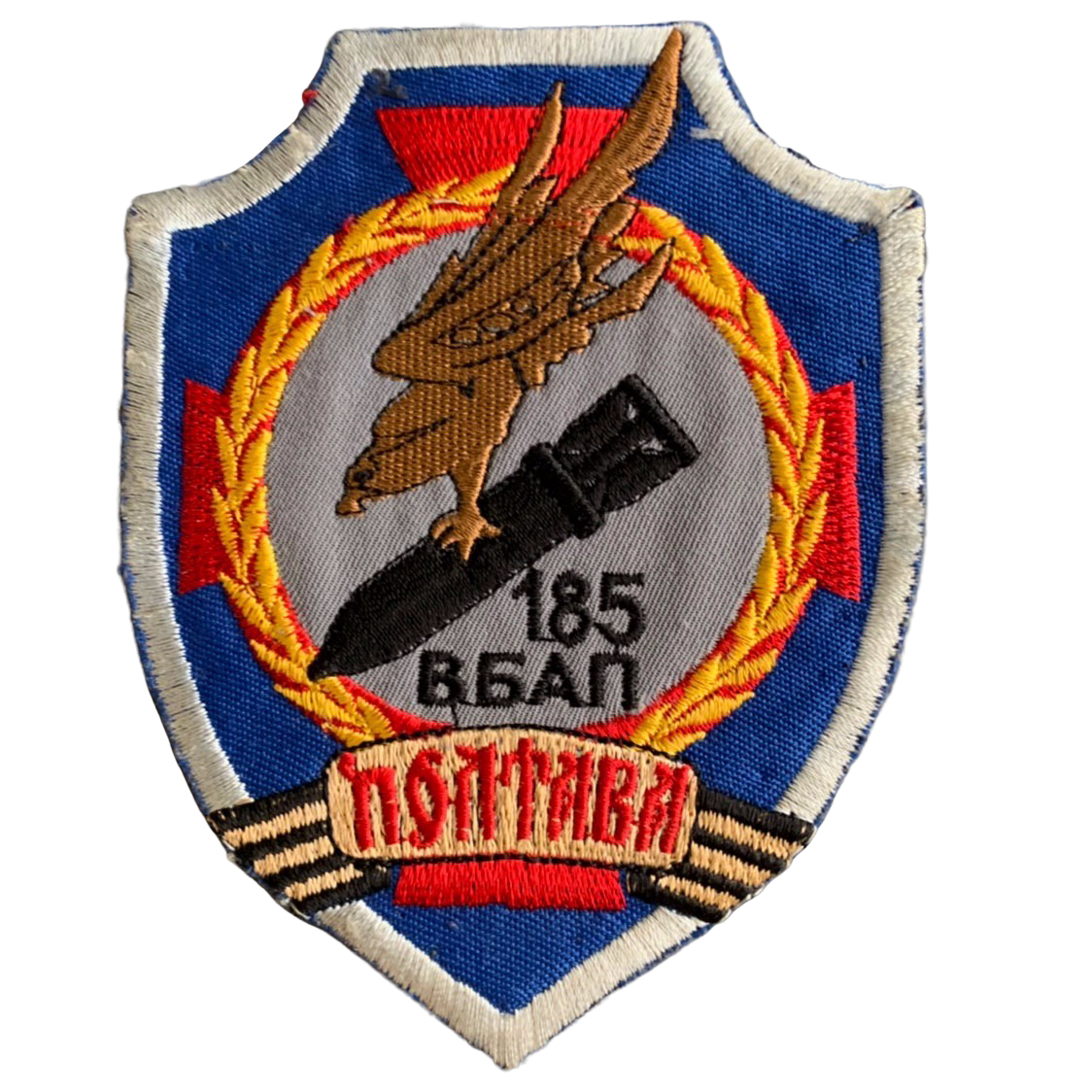
Нарукавний знак
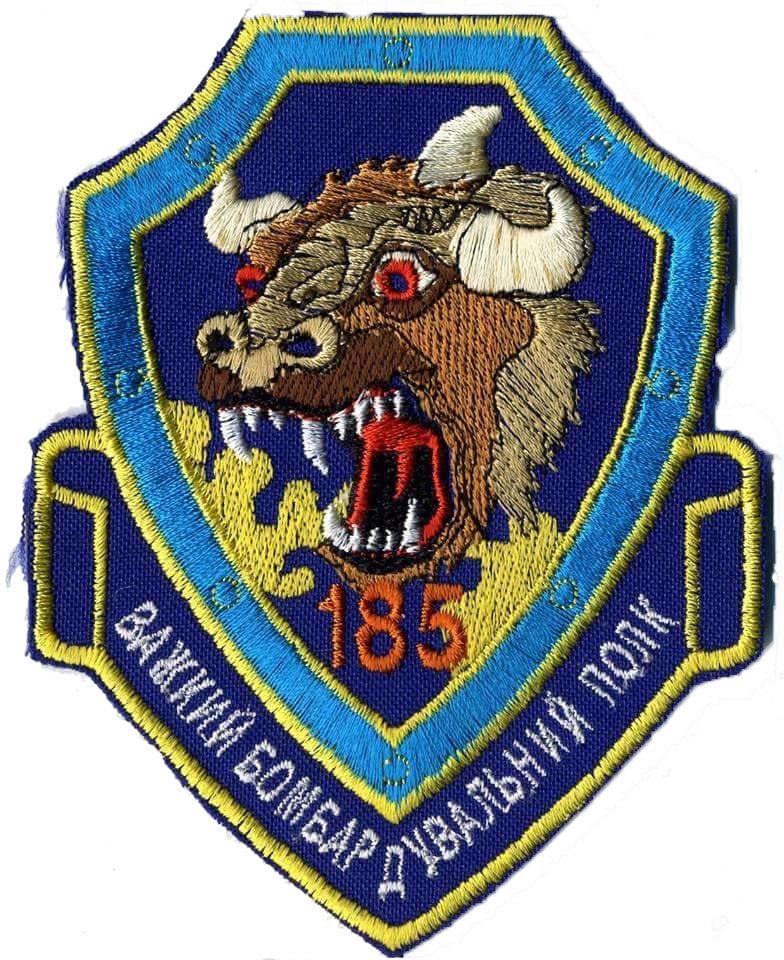
Офіційний патч 185 ВБАП, затверджений 1998 року. Використовувався під час участі в авіашоу
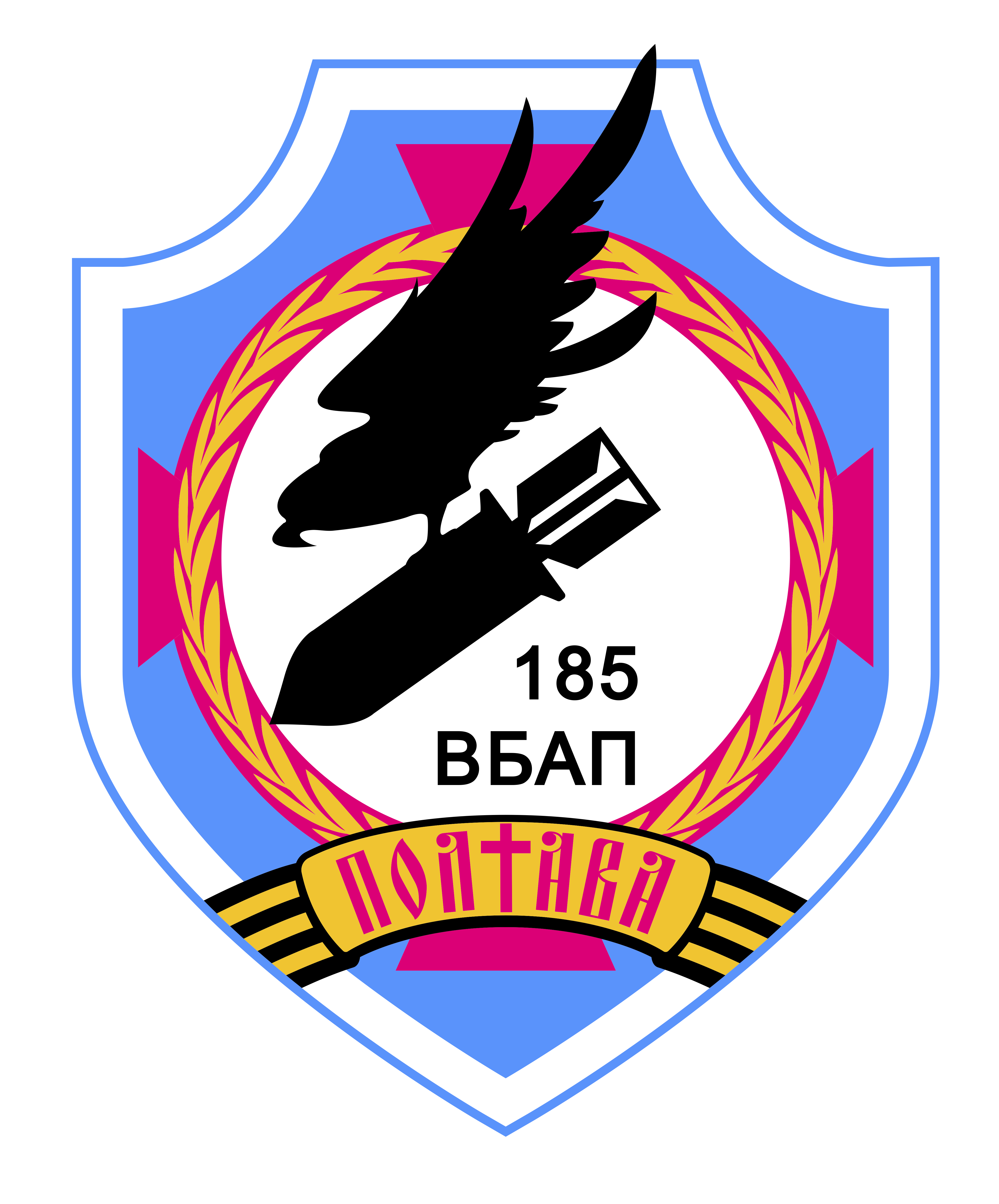
Емблема розміщена на збереженому Ту-22М3 (80 синій)
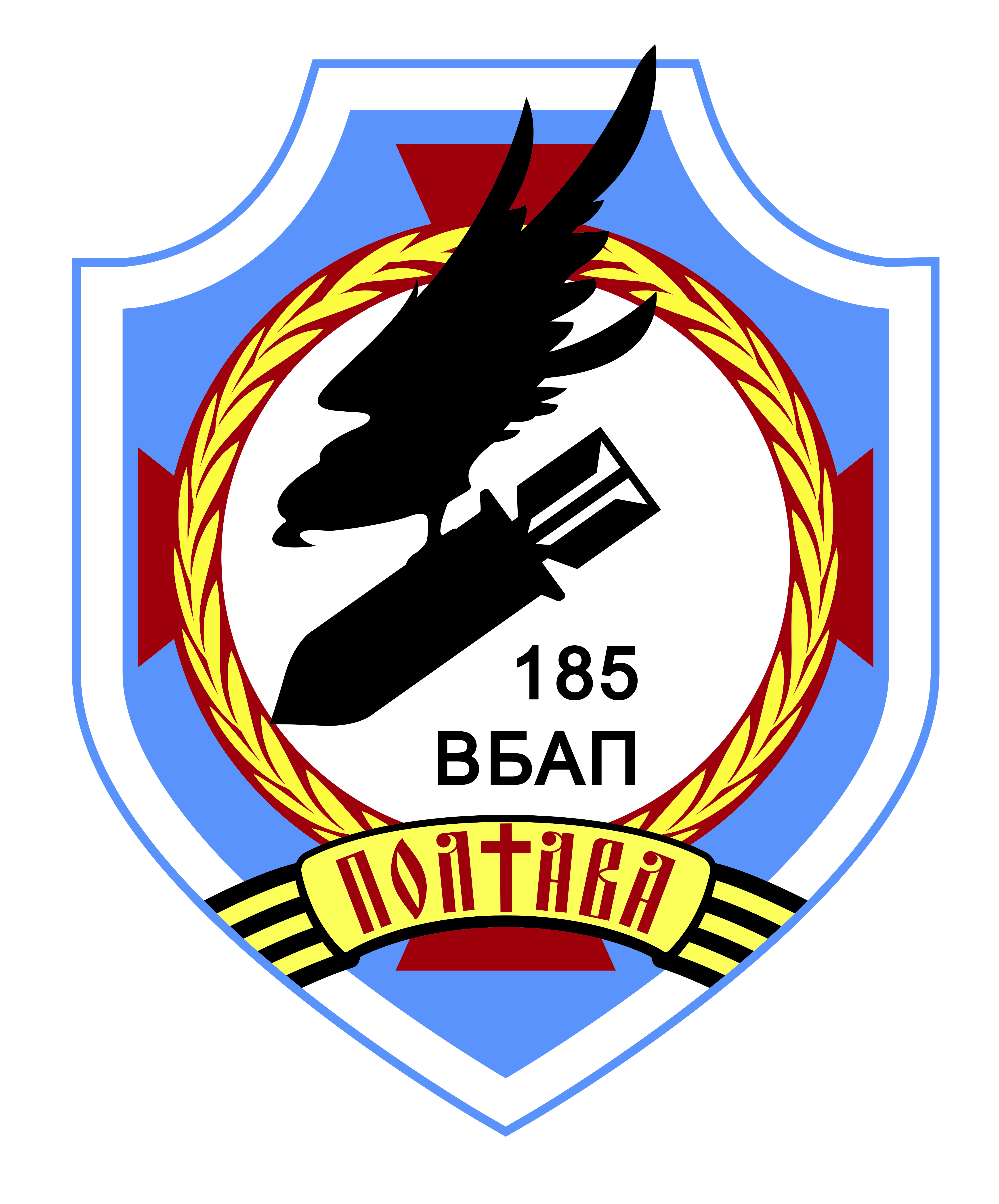
Варіант емблеми зі зміненими кольорами, також зустрічався